# Martin Flinker
Martin Edward Flinker (* 18. Juli 1895 in Czernowitz, Österreich-Ungarn; † 21. Juni 1986 in Paris) war ein österreichischer Buchhändler, Verleger, Schriftsteller und Literaturkritiker jüdischer Abstammung, der in Wien und Paris Buchhandlungen betrieb und diese zu germanophilen Mikrokosmen machte.

## Leben
Martin Flinker wurde 1895 als Sohn eines jüdischen Arztes und einer zum Protestantismus konvertierten Jüdin geboren. Seine Eltern gehörten zum assimilierten deutsch-österreichischen Judentum. Auf den Wunsch seines Vaters hin studierte er Rechtswissenschaften und promovierte in Wien. Seine Leidenschaft galt jedoch der Literatur, weshalb er sich nach dem Studium in der Buchhandlung Hugo Heller am Wiener Bauernmarkt zum Buchhändler ausbilden ließ. Nach dem Tod Hellers im Jahr 1923 übernahm Flinker zunächst dessen Buchhandlung, machte sich aber 1929 selbstständig und gründete die Sortimentsbuchhandlung „Buchhandlung Dr. Martin Flinker am Kärntnertor“ in der Wiedner Hauptstraße 2 in Wien. Nach 1933 veröffentlichte er jährlich seine Almanache und Bücherkataloge, denen Essays und kürzere Artikel zeitgenössischer Schriftsteller wie Robert Musil und Hermann Broch vorangestellt waren.
Nach dem Anschluss Österreichs an das Deutsche Reich im März 1938 war er gezwungen, seine Buchhandlung zu verkaufen. Auf dem Umweg über die Schweiz, in der die Aussicht auf ein Visum gering war, floh er zusammen mit seinem 14 Jahre alten Sohn Karl nach Paris, während seine Frau bei ihrer Familie in der Tschechoslowakei Zuflucht suchte. Vorübergehend in Caen wohnend, hielt er sich und seinen Sohn mit Gelegenheitsarbeit über Wasser. Zu Kriegsbeginn im September 1939 wurde er, wie jeder Ausländer im wehrfähigen Alter, der sich zu dieser Zeit in Frankreich aufhielt, interniert. Nach dem Überfall Frankreichs durch die Wehrmacht floh er abermals mit seinem Sohn. Nach Zwischenstationen in Bordeaux, Bayonne, Madrid und Algeciras gelang ihnen die Flucht über die spanische Grenze, was sie der Hilfe des Erzbischofs von Luxemburg verdankten – erreichten sie die Internationale Zone von Tanger, wo sie bis zum Ende des Krieges blieben. Im Jahr 1945 erreichte Flinker hier die Nachricht vom Tod seiner Familienangehörigen. 

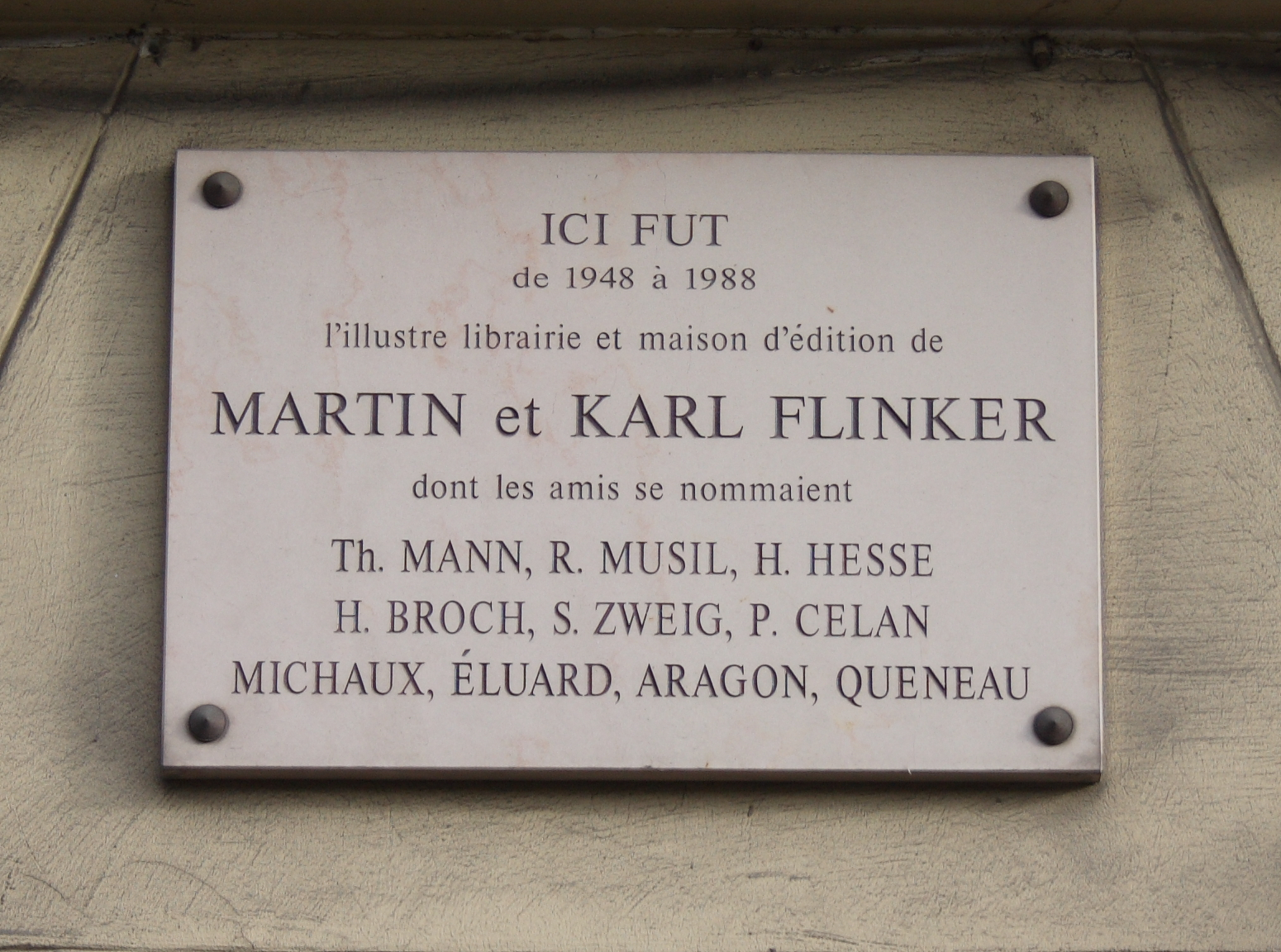
Gedenktafel für Martin und Karl Flinker (68, quai des Orfèvres in Paris)

Nach dem Krieg zog Flinker mit seinem Sohn nach Paris und gründete dort im Jahr 1947 eine Buchhandlung am Quai des Orfèvres. Der Buchladen wurde bald zur wichtigsten Anlaufstelle für französische Schriftsteller und Wissenschaftler, die sich mit deutscher Literatur versorgen wollten. Neben seiner Buchhändlertätigkeit betätigte sich Flinker auch hier als Verleger. Ab dem Jahr 1954 widmete sich Flinker wieder der Publikation seiner Almanache, die von nun an zweisprachig erschienen, unter anderem (so etwa im Almanach zum Jahre 1958) mit Beiträgen von Max Bense, Joseph Breitbach, Paul Celan, Hans Magnus Enzensberger, Günter Grass, Erich Kahler, Daniel-Henry Kahnweiler, Hermann Kesten, Annette Kolb, Ernst Kreuder, Luise Rinser, Arno Schmidt, Reinhold Schneider, Rolf Schroers, Günther Weisenborn und Arnold Zweig. Er selbst verfasste literaturkritische Aufsätze zu Robert Musil, Rudolf Kassner und Joseph Roth.
Martin Flinker starb am 21. Juni 1986 im Alter von fast 91 Jahren in Paris. Heute erinnert nur noch eine Gedenktafel an die literarische Vergangenheit der Hausnummer 68 am Quai des Orfèvres. Flinkers Privatbibliothek, die einige bibliophile Kostbarkeiten enthält, befindet sich heute im Besitz des Musée d’art et d’histoire du Judaïsme in Paris, das ihm 2002 eine Ausstellung widmete. Seinen Nachlass verwaltet das Institut mémoires de l’édition contemporaine (IMEC).
Sein Sohn Karl Flinker (1923–1991) war einer der bedeutendsten Galeristen in Paris.

## Bedeutung
Martin Flinker zählte in seiner Funktion als Buchhändler und Verleger eine Vielzahl zeitgenössischer Schriftsteller zu seinen Kunden, darunter Hermann Hesse, Erich von Kahler, Carl Zuckmayer, Stefan Zweig, Elias Canetti, Arthur Schnitzler, Alma Mahler, Oskar Kokoschka, Franz Werfel – letzterer widmete ihm sein gesamtes Werk – sowie in Frankreich Henri Michaux, Michel Tournier, Alfred Kastler, Paul Éluard, Louis Aragon, Raymond Queneau, Gabriel Marcel, Paul Celan und Jacques Lacan. Ein freundschaftliches Verhältnis pflegte er unter anderem zu Robert Musil, Hermann Broch, Rudolf Kassner, Annette Kolb und insbesondere Thomas Mann.
Flinker und Mann, die sich zum ersten Mal in Hugo Hellers Buchhandlung begegnet waren, verband seit den Tagen der Emigration in der Schweiz eine innige Brieffreundschaft, die bis zum Tode Manns im Jahre 1955 Bestand hatte. Seinen letzten Besuch am Krankenbett Manns nur einen Tag vor dessen Tod verarbeitete Flinker in dem Aufsatz La dernière visite. Im selben Jahr hatte er die Festschrift L’Hommage de la France à Thomas Mann aus Anlass des 80. Geburtstags des Schriftstellers herausgegeben. 1959 veröffentlichte er Thomas Mann’s politische Betrachtungen im Lichte der heutigen Zeit.
Flinker wurde 1973 zum Ritter der französischen Ehrenlegion ernannt. 1977 wurde ihm die Ehrenmedaille des Börsenvereins des Deutschen Buchhandels zuerkannt. In der Dankesrede, die er anlässlich der Verleihung dieses Preises hielt, formulierte er sein Credo als Buchhändler:
Der Buchhandel ist kein Beruf wie irgendein anderer, der Buchhandel kann nicht nur erlernt werden, man muss zum Buchhändler geboren sein, wie man zum Künstler geboren sein muss, zum Musiker oder Maler.
Im Jahr 1979 erhielt er das Goldene Ehrenzeichen für Verdienste um die Republik Österreich.

### Werke (Auswahl)
- Gedanken über Buchhändler, in: Almanach der Literarischen Buchhandlung Dr. Martin Flinker, Wien 1936.
- Der Gott-Sucher, Amsterdam 1949.
- Der Tod des Vergil. Skizze einer Einführung in das Werk von Hermann Broch, in: Almanach de la librairie Martin Flinker 1954, Paris 1954.
- Robert Musil. Der Mann ohne Eigenschaften. Eine Einführung, in: Almanach de la librairie Martin Flinker 1958, Paris 1958.
- Thomas Mann’s politische Betrachtungen im Lichte der heutigen Zeit, Den Haag 1959.
- Ma dernière visite chez Thomas Mann, Paris 1973.
- Mes souvenirs de Robert Musil, Paris 1981.

Als Herausgeber oder Verleger:
- Fünfundzwanzig Jahre BUKUM. Literarischer Festalmanach auf das Jahr 1930, Wien 1929.
- Dr. Martin Flinker’s Neuer Buch-Ratgeber, Wien 1935.
- Almanach der Literarischen Buchhandlung Dr. Martin Flinker 1936/1937, Wien 1936.
- Almanach der Literarischen Buchhandlung Dr. Martin Flinker 1938, Wien 1938.
- Appels aux Allemands. Messages radiodiffusés adressés aux Allemands, 1940-1945, Paris 1948.
- Almanach de la librairie Martin Flinker 1954, Paris 1953.
- Hommage de la France à Thomas Mann. À l’occasion de son quatre-vingtième anniversaire, Paris 1955.
- Almanach de la librairie Martin Flinker 1956, Paris 1955.
- Almanach de la librairie Martin Flinker 1958, Paris 1958.

### Sekundärliteratur
- Hans Scherer: Martin Flinker, der Buchhändler. Ein Emigrantenleben. Frankfurt am Main 1988.
- Murray G. Hall: Pariser Ausstellung zu Ehren Martin Flinkers. Ein Vorbericht. In: Mitteilungen der Gesellschaft für Buchforschung in Österreich. 2001/1, S. 25–28.
  - Online unter murrayhall.com.
- Martin et Karl Flinker. De Vienne à Paris. Textes réunis par Isabelle Pleskoff, Paris 2002.
- Thomas Mann war kein Prophet. In: Die Zeit, Nr. 31/1960. Rezension des Buches über Thomas Manns politische Betrachtungen
- Flinker, Martin. In: Ernst Fischer: Verleger, Buchhändler & Antiquare aus Deutschland und Österreich in der Emigration nach 1933: Ein biographisches Handbuch. Elbingen: Verband Deutscher Antiquare, 2011, S. 77f.